# 無憂樹
無憂樹（學名：Saraca asoca）為豆科無憂樹屬的一種。

## 形態

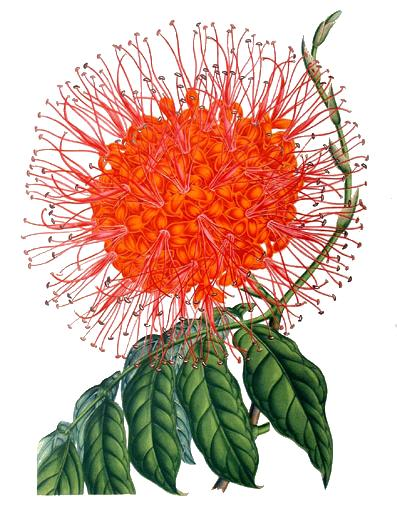

本種為小型喬木，葉長8-30公分，為長橢圓形或長橢圓狀披針形。圓錐狀繖房花序，花苞為黃色或緋紅色，無花瓣，花萼長筒形， 4裂片，如花瓣狀。果實為莢果，形狀扁平。

## 分佈
原產於印度、中南半島及中國雲南、廣西一帶。

## 用途
樹皮及果實可作為藥用。

## 文化
相傳釋迦牟尼佛誕生於此樹下，在佛教中有“无忧”之意，故被視為是佛教聖樹之一。

## 相关條目
- 垂枝長葉暗羅
- 閻浮樹
- 菩提樹
- 娑羅樹
- 孟加拉榕

## 外部鏈接
- 無憂樹